# Herma Coumou
Herma Coumou (Zwartsluis, 12 januari 1946) is een Nederlandse arts die als eerste in Nederland het vragen om een second opinion (contra-expertise) een tot een normale en geaccepteerde zaak heeft gemaakt. Zij bood met haar praktijk de mogelijkheid voor patiënten om een gedocumenteerde beslissing te nemen.

## Levensloop
Herma Coumou was het tweede kind uit een doktersgezin met vier kinderen. Haar vader was dorpsarts en later geneesheer-directeur van het VU Medisch Centrum, Amsterdam. Moeder, meester in de rechten, droeg de verantwoordelijkheid voor de apotheek.
Van 1969 tot en met 1974 was Herma Coumou maatschappelijk werkster in Floradorp in Amsterdam Noord. In 1979 begon zij met haar studie geneeskunde aan de Vrije Universiteit, Amsterdam en studeerde af in 1987. Tijdens haar coschappen merkte ze op dat medische besluitvorming zich vaak ondoorzichtig voltrekt. Dit motiveerde haar een meer kritische opstelling ten opzichte van haar vak in te nemen.
Van 1988 tot 2019 had zij in Amsterdam de “Second Opinion Praktijk Herma Coumou”. Patiënten consulteerden haar bij twijfel over adviezen van specialisten en huisartsen. Ze ondersteunde de patiënten door actuele medische literatuur te bespreken, uitleg te geven over het medisch redeneren en vragen voor de behandelend arts te formuleren.
Coumou richtte zich op hoe de arts tot een beslissing was gekomen en of er consensus onder artsen bestond. Hierbij nam ze in beschouwing of het een passende ingreep betrof, de voor- en nadelen op korte en lange termijn, mogelijke alternatieve oplossingen, de betreffende expertise van de behandelend arts en of de voorgestelde interventie paste bij de persoonlijke wensen en behoeften van de patiënt, gebaseerd op diens fysieke en mentale conditie.
In 1991 startte Coumou haar promotieonderzoek aan de faculteit Huisartsgeneeskunde van de Universiteit van Amsterdam. Haar promotieonderwerp veroorzaakte echter interne ophef. Haar proefschrift werd door de promotiecommissie van de Universiteit van Amsterdam geweigerd, terwijl haar onderzoek van tevoren door de Commissie voor de Wetenschapsbeoefening van diezelfde universiteit was goedgekeurd. In 2001 promoveerde zij alsnog aan de Universiteit Twente.
Vanaf 1994 was ze deeltijd vanuit haar praktijk tevens werkzaam voor zorgverzekeraar ZAO (later Agis Zorgverzekeringen) en nam deze haar diensten op in het verzekeringspakket. Als vrijwilliger werkte zij als arts vele jaren in de Kruispost, Huisartsgeneeskundige Zorg voor onverzekerde Amsterdammers en migranten.
Herma Coumou heeft met haar pionierswerk regelmatig media-aandacht gekregen. Het begrip ‘second opinion’ was nog weinig tot onbekend. Inmiddels is het een geaccepteerde mogelijkheid voor patiënten om een second opinion te vragen teneinde een gedocumenteerde beslissing te kunnen nemen.